# Bielawa (herb szlachecki)
Bielawa – polski herb szlachecki, o nieznanym dziś wyglądzie. Wzmianki o nim pojawiają się w źródłach pisanych w XV wieku (Liber beneficiorum Jana Długosza). W tym też wieku zaginął. Franciszek Piekosiński przypuszczał, że Bielawa to zawołanie herbu Szeliga, a Stanisław Dziadulewicz utożsamiał Bielawę z Białynią.
Nazwa „Bielawa” ma pochodzenie topograficzne od staropolskiego bielawa – łąka błotna.